# Обыкновенная рыба-белка
Обыкновенная рыба-белка, или вознесенская рыба-белка  (лат. Holocentrus adscensionis), — вид  лучепёрых рыб из семейства голоцентровых отряда Holocentriformes. Распространены в Атлантическом океане.

## Ареал и места обитания
Распространены в тропических и субтропических водах Атлантического океана. Западная часть: от Северной Каролины и Бермудских островов до Бразилии, включая Мексиканский залив. Также встречаются у Карибских и Багамских островов. Восточная Атлантика: острова Святой Елены и Вознесения, вдоль западного побережья Африки от острова Сан-Томе и Габона до Анголы.
Обитают как в глубоких открытых водах, так и в мелководных районах у коралловых островов на глубине до 180 м, чаще до глубины 30 м.

## Описание
Тело удлинённое, несколько сжато с боков, овальной формы, покрыто крупной ктеноидной чешуёй. Верхняя челюсть заходит за вертикаль, проходящую через центр зрачка. Глаза большие, по форме напоминают беличьи. На обоих челюстях и в верхней части рта располагаются мелкие ворсинковидные зубы.  В спинном плавнике 11 жёстких и 15—16 мягких лучей. В анальном плавнике 4 колючих и 9-10 мягких лучей. Хвостовой плавник сильно вырезанный. Мягкая часть спинного плавника и верхняя лопасть хвостового плавника удлинённые.
Тело тускло-красного или розоватого цвета с золотистым отливом, вдоль тела проходят серебристые полосы. Нижняя часть тела и брюхо белые. Верхняя часть головы тёмно-красная.  Нижняя челюсть и верхняя часть верхней челюсти белые. Радужная оболочка около зрачка красная. Колючие лучи спинного плавника желтоватого или желтовато-зелёного цвета.
Достигают максимальной длины 61 см, обычно около 25 см.

## Биология
Ведут ночной образ жизни, охотясь над песчаными грунтами и в зарослях водных растений. В дневные часы прячутся в расщелинах или под выступами рифов. Молодь группируется в стаи, а взрослые особи проявляют территориальное поведение. Способны издавать звуки с помощью плавательного пузыря. Находясь в расщелине, издают звуки, похожие на хрюканье. В присутствии более крупных особей или хищников издаются звуки типа стаккато, а сами рыбы уходят в убежище.

### Питание
Основу рациона составляют представители меропланктона, такие как личинки крабов и креветок. Изредка в желудках обнаруживали мелких ракообразных и молодь рыб.

### Размножение
Впервые созревают при длине тела около 15 см. Нерестятся круглогодично в тёплых районах ареала, а в более прохладных водах — только в летние месяцы. Абсолютная плодовитость варьируется от 56 до 250 тысяч ооцитов.